# 前田真希
前田 真希（まえだ まき、1979年7月28日 - ）は、日本のお笑いタレント、喜劇女優である。吉本新喜劇の座員。大阪府大阪市出身。夫は同じ吉本新喜劇の吉田裕。1児の母。

## 人物
前田五郎の長女として生まれる。
2005年に行われた「第1個目金の卵オーディション」に合格し吉本新喜劇に入団する。近年では、辻本茂雄が座長の時に進行役の補佐を務めることが多い。他の座長の時にも多く出演しており、端正な容姿から主人公の恋人役を務めることも多い。
妹の前田まみも吉本新喜劇の座員（2006年入団）で、姉妹で共演することもある。2009年2月7日および2012年11月3日放送の回では姉妹で姉妹役を演じた。
日本舞踊藤間流名取で、それを題材にしたネタを持っている。
女性メンバーが下の名前で呼ばれる事の多い吉本新喜劇では、混同するのを避けるため同じマドンナ役の多い宇都宮まきとの共演が少ない（共演の場合メインどころでない方は苗字で呼ばれるなど工夫されている）。
主に女装したキャラクターのすっちーなどに貧乳をネタにされることが多い。下品な言動を取り周囲を驚かせるギャグ（腰振りダンスなど）が台頭した。
2018年1月18日、同じ新喜劇座員で入団が同期の吉田裕と結婚。
2021年9月1日、第1子出産を発表。

## 出演
- かかあ天下にさせへんで!（毎日放送、2018年4月3日 - 12月21日、吉田裕と共演）
- よしもと新喜劇（毎日放送、2005年 - ）
- ツキいちanna（アンナ）（読売テレビ、2023年5月13日、吉田裕と生出演）